# Vlijmen

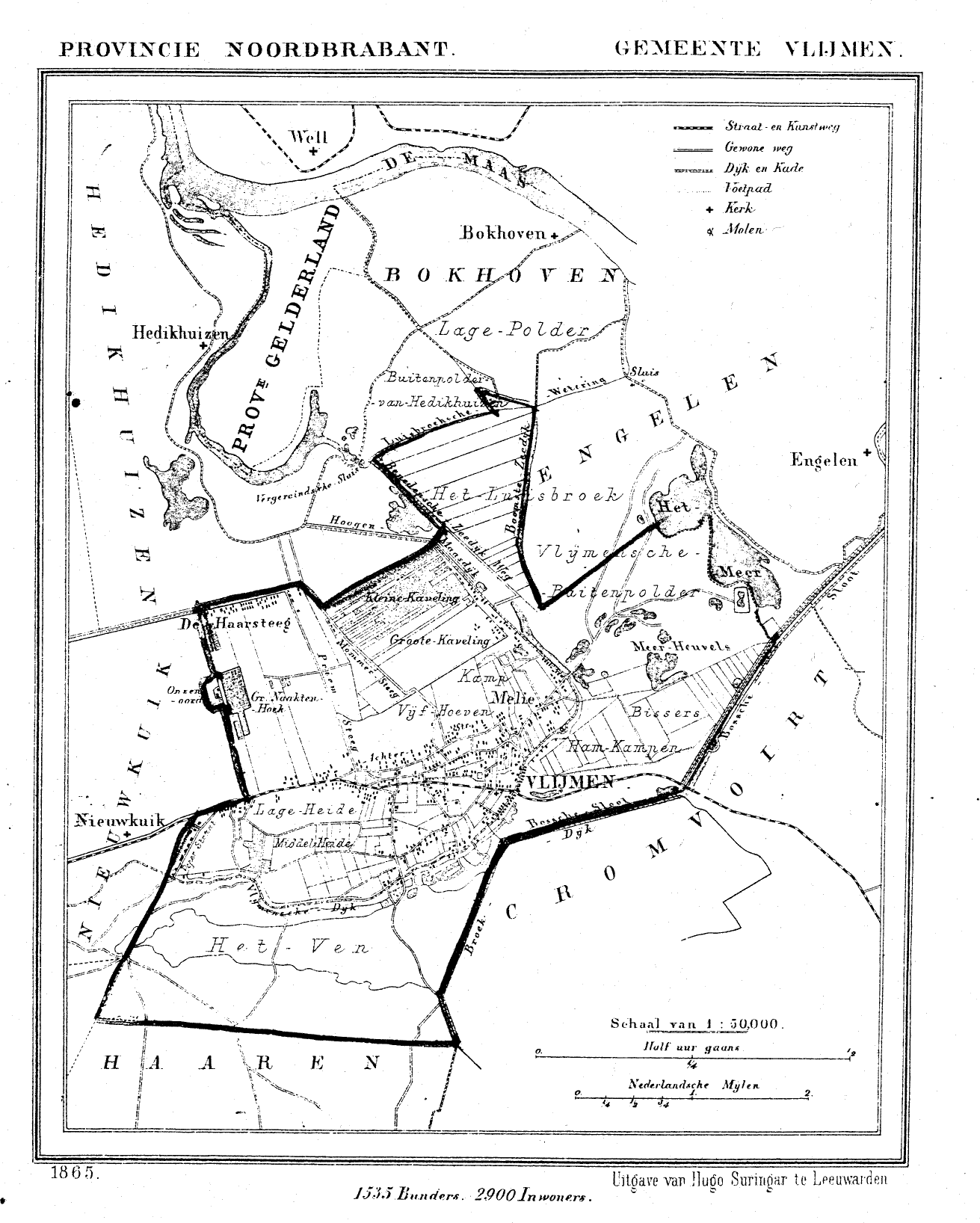
Gemeente Vlijmen in 1865

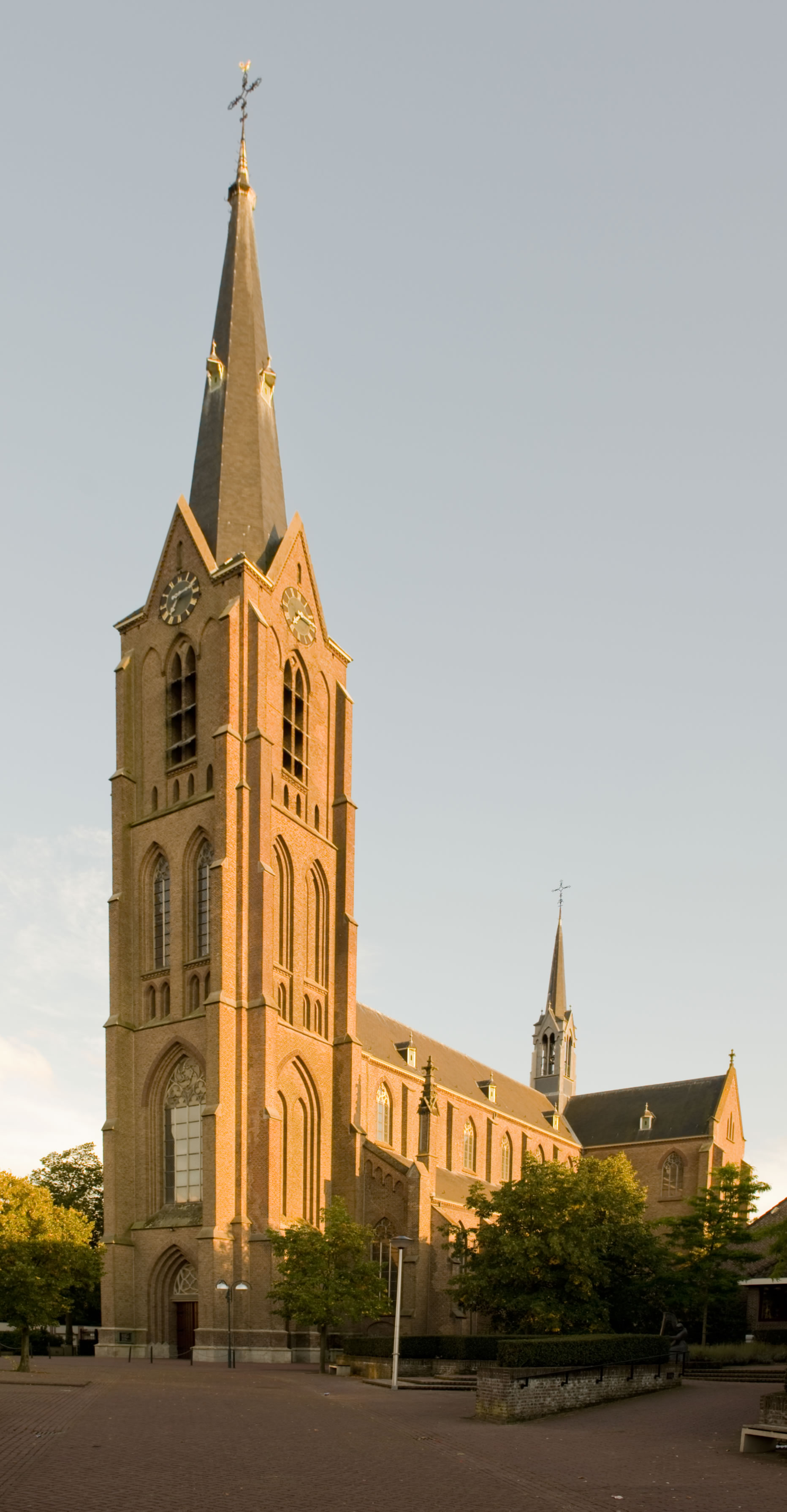
Sint-Jan Geboortekerk

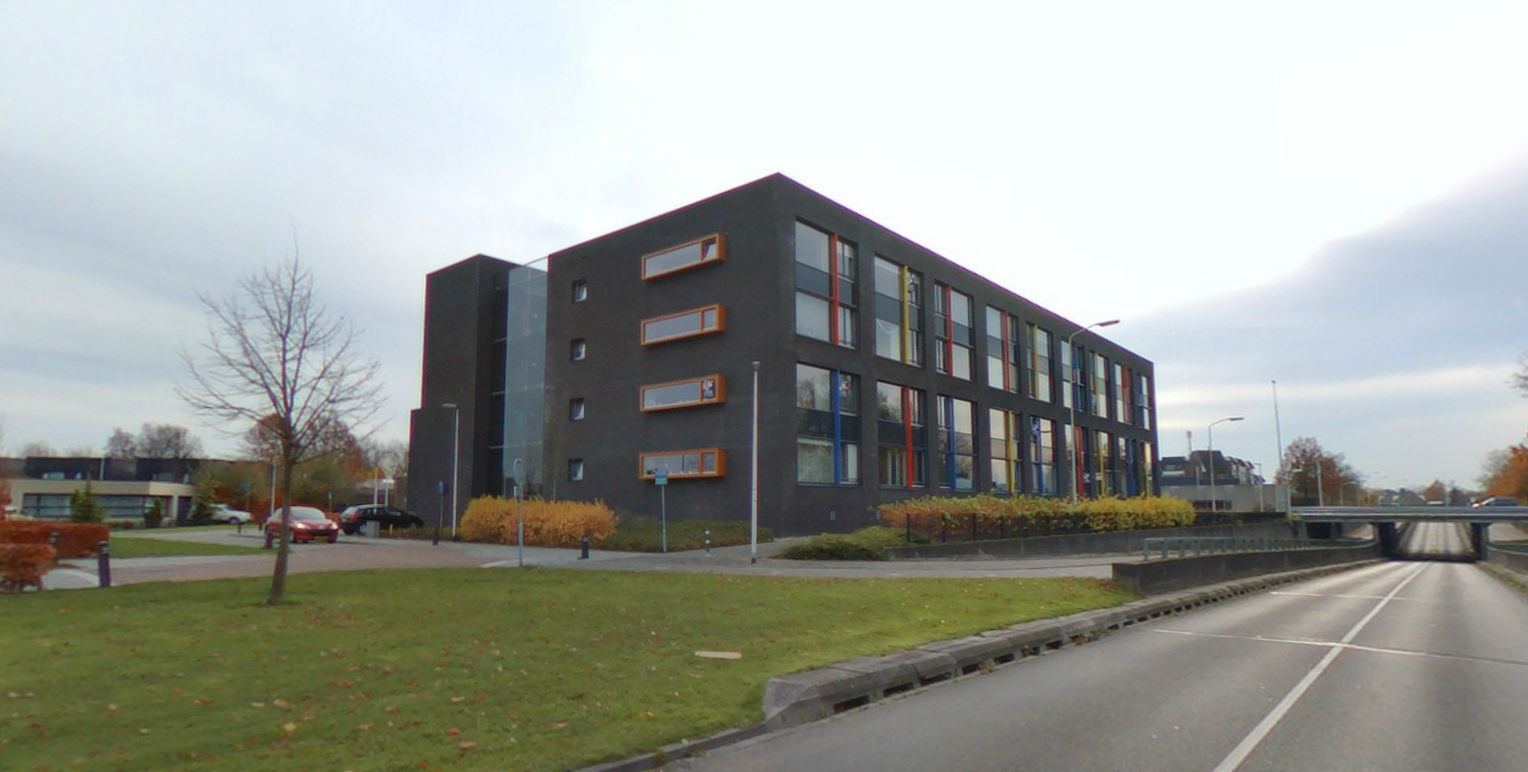
Nieuwbouw aan de Tunnelweg in Vlijmen

Vlijmen is een plaats in de gemeente Heusden in de Nederlandse provincie Noord-Brabant. Vlijmen is het meest oostelijk gelegen dorp van De Langstraat. Het aantal inwoners per 1 januari 2023 is 15.645.

## Geschiedenis
In de hoge middeleeuwen waren de heerlijke rechten van Vlijmen in handen van de Heer van Heusden, die een leenman was van de Hertog van Brabant. Deze verkocht de heerlijke rechten in 1334 aan de Graven van Holland, zodat Vlijmen aan het Graafschap Holland kwam. Ondanks dit alles bleef Vlijmen na de reformatie toch voor het overgrote deel katholiek. Vlijmen bezat tijdens het ancien régime een schepenbank.
Vlijmen werd omstreeks 1810 bij de huidige provincie Noord-Brabant gevoegd. Tussen 1810 en 1821 maakte Vlijmen deel uit van de gemeente Vlijmen en Engelen. Hierna werd Vlijmen een zelfstandige gemeente. In 1935 werd Nieuwkuijk, Hedikhuizen (gedeeltelijk) en Haarsteeg aan de gemeente toegevoegd, maar in 1997 werd de gemeente opgeheven en bij de fusiegemeente Heusden gevoegd.
In 1849 kwamen de Zusters van JMJ naar Vlijmen. Zij vestigden een klooster in de Julianastraat en stichtten ook een meisjesschool. Het klooster is opgeheven.
De Vlijmenaren leefden aanvankelijk van de schapenteelt, en later ook van de landbouw. Hun specialiteit was de verbouw van hop. Na 1900 ging deze teelt sterk achteruit, om met de Tweede Wereldoorlog geheel te verdwijnen. Andere landbouwactiviteiten, waaronder ook pluimveeteelt, namen de plaats hiervan in. In de nijverheid was de mandenvlechterij een zeer belangrijke bedrijfstak. In 1930 werkte zelfs 75% van de beroepsbevolking in de mandenvlechterij. De leder- en schoenindustrie is in Vlijmen nooit van belang geweest. Wel was er een grote leerlooierij (Wagenberg) en een "contrefort"-fabriek (Ovito).
Vanouds had Vlijmen te duchten van overstromingen van de Maas, die tot 1942 bij hoge waterstanden als Beerse Maas ten zuiden van de plaats stroomde. De Heidijk, aangelegd in 1359, getuigt hier nog van.
In december 1942 werd de afdelingsleider der NSB in Vught, G.A.A.M. Jacob, geïnstalleerd als burgemeester van Vlijmen. Daarbij verklaarde hij:"Ik sta hier op de eerste plaats als lid der beweging [de NSB], van wien verwacht wordt, dat
hij geheel in den geest der beweging het ambt waartoe hij geroepen wordt zal vervullen." En inderdaad stuurde hij nauwgezet en ijverig tijdens de april-meistaking van 1943 een lijst van stakers bij de bedrijven in Vlijmen naar de Duitse autoriteiten.
In 1952 werd besloten tot het inrichten van een nieuwe wijk genaamd Vliedberg. De wijk is gebouwd op wat vroeger de Konijnenberg werd genoemd, een terrein dat werd gebruikt als vluchtgebied tijdens de overstroming annex dijkdoorbraak in 1880/1881. Deze wijk is volledig gelegen aan de zuidzijde van de voormalige Langstraatspoorlijn, in de volksmond het Halve Zolen lijntje geheten. Op de locatie van de spoorlijn ligt het tracé van de A59, tussen Vlijmen en Nieuwkuijk in, terwijl het grootste deel van Vlijmen aan de noordzijde van de A59 is gelegen.
Vlijmen beschikt over meerdere winkelcentra: het Plein, Oliemaat en Vliedberg.
Op 1 januari 1997 zijn de gemeenten Vlijmen, Drunen en Heusden opgegaan in de fusiegemeente Heusden.

## Bezienswaardigheden
- Protestantse kerk, oorspronkelijke dorpskerk waarvan de oudste gedeelten uit de 13e eeuw stammen
- Sint-Jan Geboortekerk, neogotische kerk uit 1866
- Mariakapel, aan de Burgemeester Zwaansweg
- Monument V-teken + gedicht Plein, 5 november 2022, locatie: Plein Vlijmen

## Natuur en landschap
Ten zuiden van het dorp ligt het natuurgebied Vlijmens Ven. Ten zuidoosten van het dorp liggen de Moerputten en de Rijskampen, op het grondgebied van 's-Hertogenbosch en de gemeente Vught. Waterlopen zijn de Bossche Sloot, de Vlijmens Vense Hoofdloop en de Grobbendonkse- en Kartuizersloop. Ook loopt er langs de zuidkant vanaf de Vliedberg (en Nieuwkuijk) een dijk die kronkelend doorgaat tot richting het Engelermeer. Ook kruist de dijk de voormalige Halve Zolenlijn.

## Sport
Op zaterdag 20 augustus 2022 liep de route van de tweede etappe (van 's-Hertogenbosch naar Utrecht) van de Ronde van Spanje 2022 door Vlijmen.

## Geboren in Vlijmen
- Hub Pulles (1895-1969), veearts die model heeft gestaan voor het hoofdpersonage van de roman Doctor Vlimmen, was NSB-lid en is in de Tweede Wereldoorlog door de bezetter tot burgemeester van Eindhoven benoemd
- Cis Suijs (1907-1982), verzetsstrijder
- Otto Dijk (1925-2004), schrijver, dramaturg
- Piet Libregts (1930–2013), wielerploegleider
- Roger Schouwenaar (1959), voetballer
- Hans Thissen (1964), acteur, musicus en regisseur
- Edwin de Wijs (1969), voetballer en jeugdtrainer
- Hanne van Aart (1985), politica
- Lars Boom (1985), wielrenner
- Yvo van Engelen (1985), voetballer
- Sebastiaan van Bakel (2001), voetballer
- Nikki de Haan (2003), voetbalster

## Partnerstad
- Idstein (Duitsland) (tot 2012[5])

## Trivia
- Met carnaval heeft Vlijmen de alternatieve plaatsnaam Knotwilgendam.[6]
- In Vlijmen verrees 's werelds eerste bolwoning.[7][8]
- Bushalte Wolput werd in 2023 door luisteraars van NPO 3FM verkozen tot Beste Bushalte van Nederland.[9]